# Oostergo
?–1006
Entités suivantes :
- Comté de la Frise-Centrale

L'Oostergo ou Ostergo (en vieux frison : Aestergo ; en frison moderne : Eastergoa) est une région historique de la Frise (Pays-Bas). Sa capitale est Dokkum.

## Histoire
À l'origine, l'Oostergo est un gau ou pagus (-go) faisant partie de l'Empire carolingien. La subdivision en pagi date de la fondation de l'Empire carolingien ; il n'est toutefois pas attesté que l'Oostergo est érigé en pagus par Charlemagne lui-même. Le comté de la Frise-Centrale (Graafschap Midden-Friesland), intégré au Saint-Empire romain germanique, succède à l'Oostergo en 1006.
Entre 1579 et 1795, l'Oostergo est l'un des quatre kwartieren de la Frise (divisions administratives), aux côtés du Westergo, du Zevenwouden (nl) — apparu au XVe siècle de trois  grietenijen, ancêtres des communes frisonnes, du Westergo et quatre de l'Oostergo — et des elf steden ou « onze villes » (Bolsward, Dokkum, Franeker, Harlingen, Hindeloopen, IJlst, Leeuwarden, Sloten, Sneek, Stavoren et Workum).

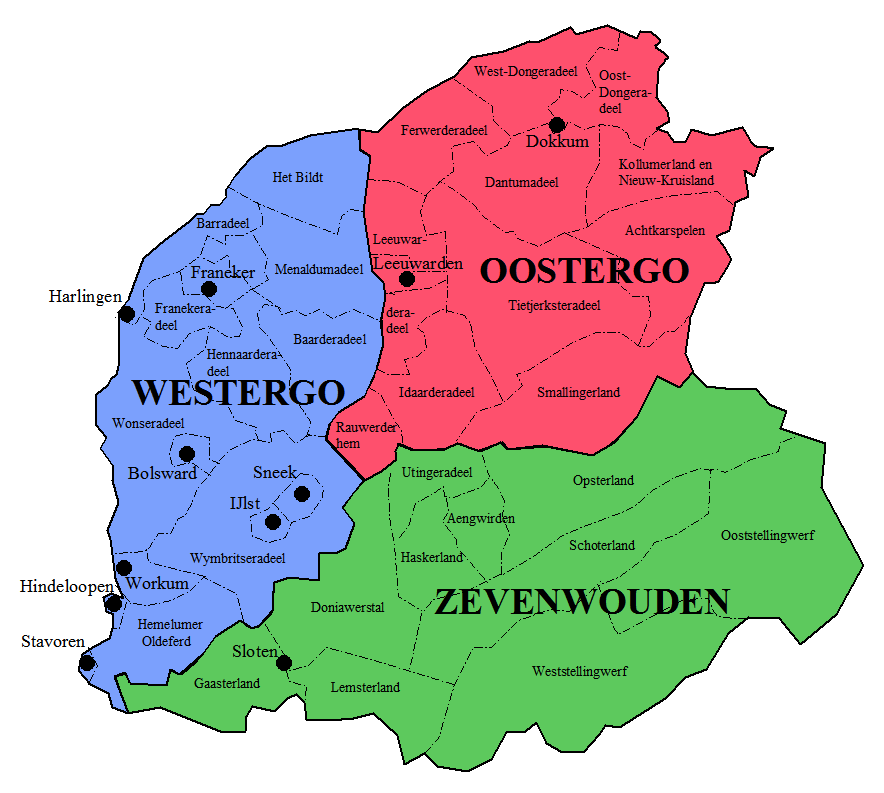
Les kwartieren de Frise (1579-1795).
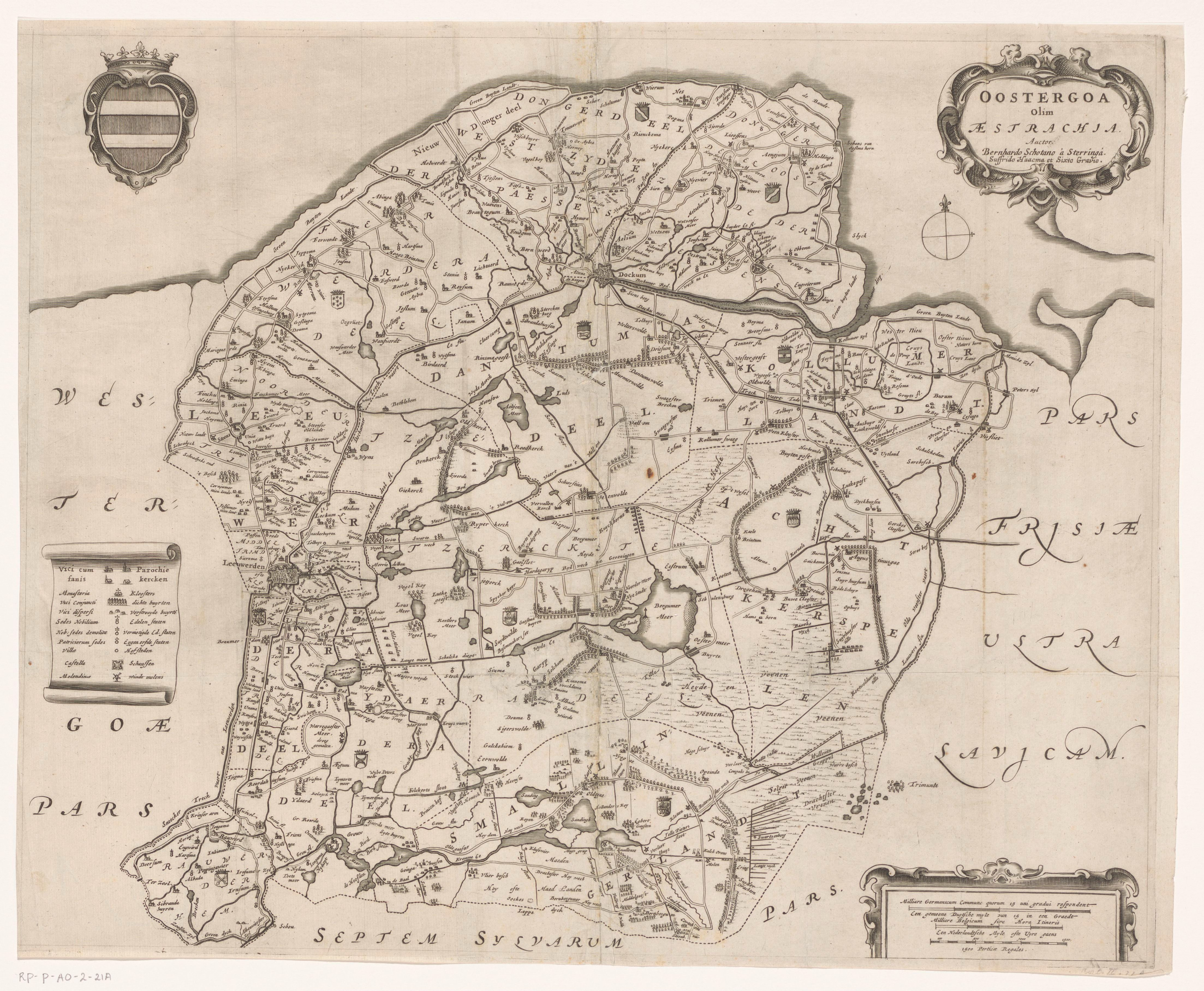
Carte de l'Oostergo en 1664.

## Géographie
Séparé du Westergo par la Middelzee, l'Oostergo est bordé par le Zevenwouden au sud, le tout formant la province contemporaine de Frise. Sa côte longe Goutum, Leeuwarden et Stiens. La capitale de l'Oostergo est la ville de Dokkum.

## Source
- (nl) Cet article est partiellement ou en totalité issu de l’article de Wikipédia en néerlandais intitulé « Oostergo » (voir la liste des auteurs).